# Análise do ciclo de vida energético
Análise do ciclo de vida energético (ACVE) ou Análise Energética do ciclo de vida, ou ainda Análise do ciclo de vida de energia, é uma abordagem da Análise do Ciclo de vida (ACV) na qual toda a energia usada no ciclo de vida de um produto é contabilizada. Não apenas insumos energéticos usados na fabricação, mas também todos os insumos energéticos necessários para produzir componentes, materiais e serviços necessários para o processo de fabricação. Com a ACVE, estabelece-se o ciclo de vida energético total.

## Produção de Energia
Reconhece-se que muita energia é perdida na produção de produtos energéticos em si, como a energia nuclear, a electricidade fotovoltaica ou derivados de alta qualidade do petróleo. O teor energético líquido é a quantidade de energia do produto menos a energia utilizada durante a extração e conversão, direta ou indiretamente. Um resultado controverso de início da ACVE afirmava que a fabricação de células solares requer mais energia que pode ser recuperado no uso da célula solar. O resultado foi refutado. Outro conceito novo que flui a partir de avaliações do ciclo de vida é o Canibalismo de Energia. Canibalismo de Energia refere-se a um efeito onde o rápido crescimento de uma indústria com intenso consumo de energia cria uma necessidade de usar a energia, ou canibalizar a energia de usinas existentes. Assim, durante o rápido crescimento de uma indústria não produz ao todo nenhuma energia porque a energia de novo é usada para abastecer a futuras usinas. O trabalho foi realizado no Reino Unido para determinar a ACV - completa - nos impactos de uma série de tecnologias renováveis.

## Recuperação de Energia
Se os materiais são incinerados durante o processo de eliminação, a energia liberada durante a queima pode ser aproveitada e utilizada para produção de electricidade. Isso fornece uma fonte de energia de baixo impacto, especialmente quando comparada com o carvão e o gás natural.

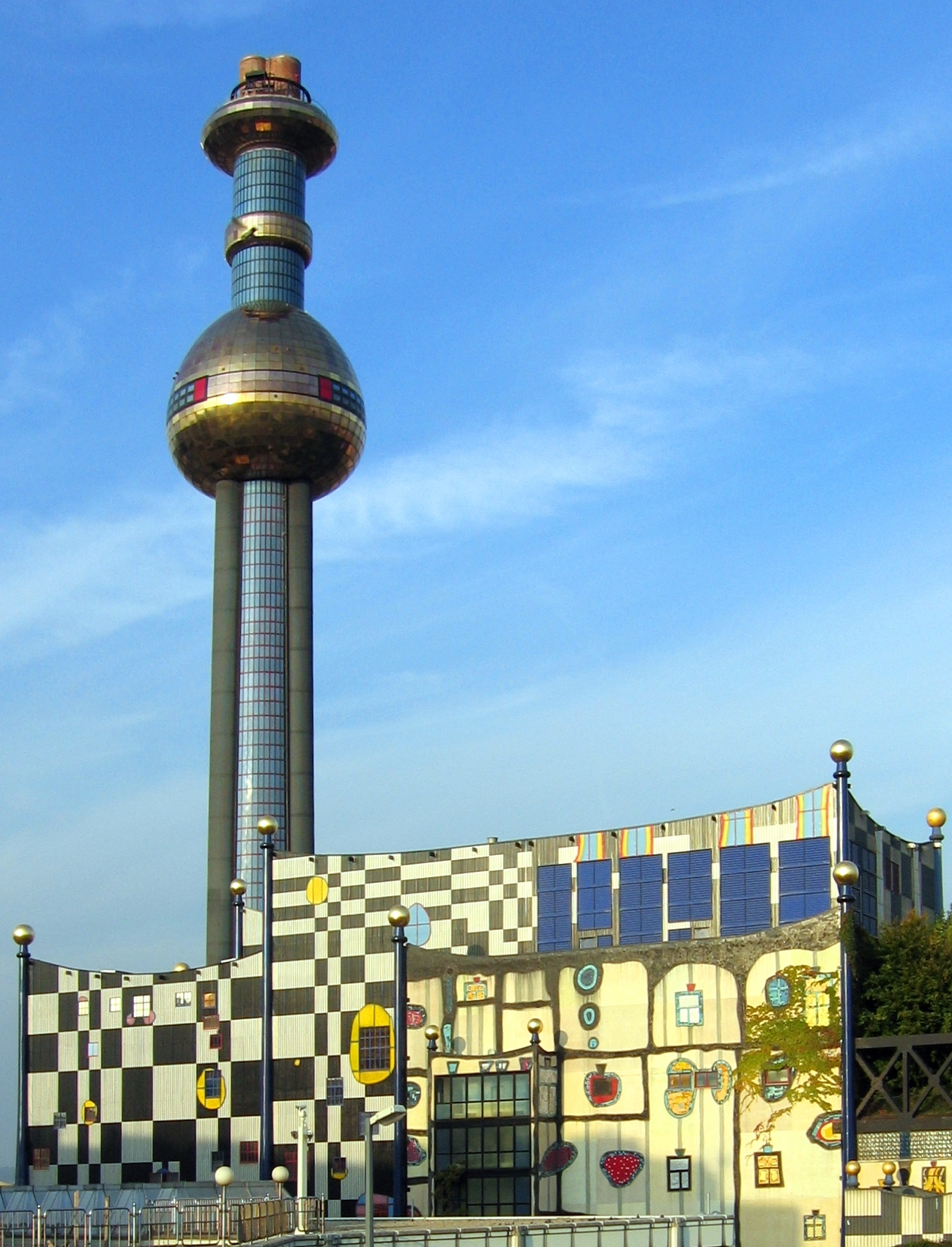
Incinerador desenhado por Friedensreich Hundertwasser

 Embora a incineração produza mais emissões de gases do efeito estufa que a deposição em aterro, quando os resíduos vegetais são bem equipados com filtros para minimizar esse impacto negativo. Um estudo recente comparando o consumo de energia e as emissões de gases de efeito estufa a partir de um aterro (sem recuperação de energia) contra a incineração (com recuperação de energia) mostram que a incineração é superior em todos os casos, exceto quando o gás do aterro é recuperado para a produção de eletricidade.	

## Críticas
Uma crítica da ACVE é que ela tenta eliminar a análise do custo monetário, quando substitui a moeda pela qual as decisões econômicas são feitas por uma "moeda de energia". Também argumenta-se que a eficiência energética é apenas uma consideração para decidir qual alternativa de processo a se empregar, e que não deve ser tido como o único critério para determinar a aceitabilidade ambiental; por exemplo, a análise de energia simples, não leva em conta a capacidade de renovação dos fluxos de energia ou a toxicidade dos resíduos; No entanto, a ACV ajuda as empresas a tornarem-se mais familiarizadas com as propriedades ambientais e melhorar o seu sistema ambiental. Incorporando ACVs dinâmicas de tecnologias de energias renováveis (usando análises de sensibilidade para projetar futuras melhorias nos sistemas renováveis e sua participação na rede elétrica) pode-se ajudar a mitigar essa crítica.
Um problema que a ACVE não pode resolver é que as diferentes formas de energia (calor, eletricidade, energia química, etc) têm qualidades diferentes e um valor ainda nas ciências naturais, como conseqüência das duas principais leis da termodinâmica. Uma medida termodinâmica da qualidade de energia é a exergia. De acordo com a primeira lei da termodinâmica, todos as entradas de energia devem ser contabilizadas com peso igual, enquanto que pela segunda lei diversas formas de energia devem ser contabilizados por pesos diferentes.
O conflito é resolvido em uma das seguintes formas:
- A diferença de valor entre entradas de energia é ignorada;
- Uma relação de valor é atribuída arbitrariamente (por exemplo, um joule de energia elétrica é 2,6 vezes mais valioso do que um joule de calor ou de combustível);
- A análise é complementada pela análise de custo econômico (monetário);
- A exergia em vez de energia pode ser a métrica utilizada para a análise.[7]